# Центральный (стадион, Магнитогорск)
Стадион «Центральный» — крупнейший стадион в Магнитогорске. Домашний клуб — Металлург-Магнитогорск. Построен в 1967 году. С 2015 по 2017 была проведена реконструкция.

## История
Стадион «Центральный» был построен в 1967 году. Он сразу стал популярным местом для магнитогорцев — любителей и профессионалов спорта. На стадионе проводились массовые городские мероприятия, тренировки, различные турниры и соревнования. При такой загрузке износ оборудования комплекса высок и требует постоянного контроля со стороны власти. Последний ремонт спортивного комплекса был завершен в 2007 году. Через семь лет, в 2014 году, по итогам экспертизы было решено, что стадиону требуется капитальное обновление. С 2015 по 2017 была проведена реконструкция стадиона «Центральный». На спортивном объекте произведена замена входных групп, оборудована беговая дорожка, отремонтированы парапеты, гостевая зона у трибун.

## Технические характеристики
- Вместимость: 13 000
- Размер поля: 105×68
- Беговые дорожки есть